# ABRIXAS
ABRIXAS (англ. A BRoad-band Imaging X-ray All-sky Survey, широкосмуговий фотографічний рентгенівський огляд всього неба) — німецький космічний рентгенівський телескоп, запущений 28 квітня 1999 ракетою-носієм Космос-3М з космодрому Капустін Яр. Після виведення на орбіту стався збій і супутник вийшов із ладу.

## Історія
Після успішної роботи німецького телескопа ROSAT кілька німецьких інститутів, об'єднаних Німецьким аерокосмічним центром, розпочали розробку телескопа ABRIXAS, який мав доповнити та покращити дані попередника. Супутник був збудований бременською компанією OHB-System і мав досліджувати небо протягом шести років. Проєкт мав сумарну вартість 20 мільйонів доларів.
Телескоп був запущений разом з італійським мікросупутником MegCat.
Через три дні після успішного запуску внаслідок перезарядки акумулятора відбувся перегрів та відмова системи. Протягом місяця проводилася спроба організувати роботу електросистеми супутника безпосередньо від сонячних батарей, але встановити контакт не вдалося.
1 липня було офіційно оголошено, що наукова місія ABRIXAS зазнала невдачі. У 2003 році розглядалася можливість переоснащення ABRIXAS як місії НАСА SMEX, але вона не була обрана.
31 жовтня 2017 року космічний апарат увійшов в атмосферу Землі та згорів.
На основі розроблених технологій було спроєктовано та сконструйовано інструмент eROSITA, який був встановлений на космічній обсерваторії «Спектр-РГ», запущеній 13 липня 2019 року.

## Цілі
Орбітальний телескоп було розроблено для виконання першого повного огляду неба в рентгенівському діапазоні на енергіях від 0,5 до 10 кеВ. ABRIXAS мав відкрити понад 10 000 нових джерел рентгенівського випромінювання, переважно активних галактик.

## Конструкція
Апарат мав загальну масу 550 кг, в тому числі 160 кг корисного навантаження.
Модуль обслуговування складався з блоку GPS-навігації, системи орієнтації, що складалась з магнітометра і гіроскопа, передавальної апаратури S-діапазону та блоку управління. Сонячні батареї площею 4,1 м² забезпечували середню потужність 200 Вт. Супутник мав чотири малопотужні радіоізотопні джерела енергії (55Fe).
Корисне навантаження являло собою сім телескопів Вольтера з 27 вкладеними дзеркалами завдовжки 30 см. Фокусна відстань телескопа становила 240 см. Сім полів зору, кожне розміром 40 мінут, були рознесені одне від одного на відстань 7°. На телескопі встановлено кришку, яка закривала дзеркальну систему та несла зоряні датчики. З протилежного боку розташовувався двоступінчастий радіатор, який з'єднувався з детектором за допомогою теплових труб.